# Würmla
Würmla is een gemeente in de Oostenrijkse deelstaat Neder-Oostenrijk, gelegen in het district Tulln (TU). De gemeente heeft ongeveer 1300 inwoners.

## Geografie
Würmla heeft een oppervlakte van 20,4 km². Het ligt in het noordoosten van het land, ten noordwesten van de hoofdstad Wenen.
Absdorf · Atzenbrugg · Fels am Wagram · Grafenwörth · Großriedenthal · Großweikersdorf · Judenau-Baumgarten · Kirchberg am Wagram · Königsbrunn am Wagram · Königstetten · Langenrohr · Michelhausen · Muckendorf-Wipfing · Sieghartskirchen · Sitzenberg-Reidling · Sankt Andrä-Wördern · Tulbing · Tulln an der Donau · Würmla · Zeiselmauer-Wolfpassing · Zwentendorf an der Donau
- Gemeinsame Normdatei: 4591389-4
- Virtual International Authority File: 234334164
- WorldCat: E39PBJd86JcM89rWRqRTbt3CwC